# Adin Steinsaltz

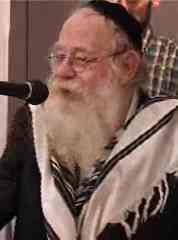
Adin Steinsaltz (2006)

Adin Steinsaltz (hebräisch עדין אבן ישראל שטיינזלץ) oder Adin Even Yisrael (geboren am 11. Juli 1937 in Jerusalem; gestorben am 7. August 2020 ebenda) war ein israelischer Rabbiner und jüdischer Gelehrter, Lehrer, Philosoph und Talmudkommentator sowie eine Leitfigur der nationalreligiösen Bewegung. Er hat rund 60 Bücher und zahlreiche Artikel veröffentlicht. Sein Opus magnum ist eine Bearbeitung und Übersetzung des Talmuds ins Neuhebräische mit eigenem Kommentar, dank welcher der Talmud breiteren Interessengruppen zugänglich gemacht werden konnte. Es erscheint auf Hebräisch, Englisch, Französisch, Russisch und Spanisch und wurde millionenfach verkauft. Das Time Magazine bezeichnete Steinsaltz 1988, im Jahr, als ihm der Israel-Preis verliehen wurde, als „Jahrtausendgelehrten“ (englisch once-in-a-millennium scholar).

## Familie und Ausbildung
Steinsaltz wuchs als einziges Kind nichtreligiöser, sozialistischer Eltern in Jerusalem auf. Vor seiner Bar Mitzwa religiös geworden, besuchte er eine religiöse Schule und studierte Physik und Chemie an der Hebräischen Universität Jerusalem. Gleichzeitig widmete er sich jüdischen Studien.
Rabbiner Steinsaltz lebte mit seiner Frau Chaya Sarah, einer Verwandten des Science-Fiction-Autors Isaac Asimov, in Jerusalem. Der Ehe entstammen drei Kinder und fünfzehn Enkel.
Im Dezember 2016 hatte Rabbiner Steinsaltz einen schweren Schlaganfall und konnte seither nicht mehr sprechen. Er starb im August 2020 im Alter von 83 Jahren.

## Wirken
Steinsaltz gründete schon als junger Mann eigene Schulen in Israel, die sich durch ein für religiöse Schulen vergleichsweise breites Spektrum auszeichnen und sowohl von orthodoxen wie ultraorthodoxen Schülern besucht werden. Die Mekor-Chaim-Schulen befinden sich in Jerusalem und in israelischen Siedlungen in den israelisch besetzten palästinensischen Gebieten in der Nähe von Jerusalem.
1965 begann Steinsaltz mit dem Aufbau des Israel Institute for Talmudic Publications und der Arbeit an seiner im orthodoxen Judentum nicht unumstrittenen Talmud-Übersetzung, die er 45 Jahre später, im November 2010, beendete. Die Steinsaltz-Talmudausgabe weist, neben dem durch ihn vokalisierten, teils mittelhebräischen, teils aramäischen Text und einer neuhebräischen Übersetzung, neue Anmerkungen zu bestimmten Tosafot, ein neues Layout und eine neue Paginierung auf, ebenso einen hebräischen Kommentar von Steinsaltz an der Stelle, an der in den traditionellen Talmudausgaben, die auf der in den 1880er Jahren erschienenen Wilnaer Ausgabe beruhen, derjenige des großen jüdischen Gelehrten des Mittelalters, Raschi (1040–1105), steht.
Steinsaltz war der Lubawitscher Bewegung zugehörig und Freund des 1994 verstorbenen letzten Lubawitscher Rebben Menachem Mendel Schneerson. Er unterstützte die Chabad-Lubawitsch-Organisationen in der Sowjetunion, wo er eine jüdische Schule in Moskau und St. Petersburg gründete, und fungierte als spiritueller Mentor der russischen Juden.
1999 gründete er eine Hesder Jeschiwa in Tekoa, einer jüdischen Siedlung in den israelisch besetzten Gebieten südlich von Jerusalem. In einer Hesder Jeschiwa werden jüdische Studien mit dem Militärdienst in der israelischen Armee verknüpft. Eine kleine Anzahl ausgewählter Absolventen der Hesder Jeschiwa werden in Steinsaltzs Kollel weiter ausgebildet und erhalten nach einem dreijährigen Studium die Semicha zum Rabbiner.
2003 wurde das Steinsaltz Center in Jerusalem eingeweiht. Im Jahr 2005 wurde Steinsaltz zum Nasi des ein Jahr zuvor neu errichteten modernen Sanhedrin gewählt, im Juni 2008 erklärte er seinen Rücktritt aus Sorge über dessen mögliche Verstöße gegen halachische Gesetze. Zuletzt arbeitete Steinsaltz an einer Übersetzung von Bibelkommentaren, einer Neuinterpretation von Maimonides’ Mischne Tora und an einem Buch über Menachem Mendel Schneerson.
Adin Steinsaltz begrüßte die politische Annäherung zwischen dem Vatikan und Israel nach dem Zweiten Vatikanischen Konzil und den 1986 stattgefundenen Empfang Papst Johannes Pauls II. (durch Roms Oberrabbiner Elio Toaff) in der Synagoge von Rom, ebenso die Aufnahme diplomatischer Beziehungen in den 1990er Jahren. Die Beziehungen waren strikt auf staatlicher Ebene und nicht religiös, was unter anderem bedeutete, dass dabei seitens des Vatikans kein ranghöchster Repräsentant der jüdischen Religion offiziell anerkannt wurde. Gleichzeitig war er aus religiöser Sicht eher skeptisch, was jüdisch-christliche Annäherungen angeht. Das Judentum habe nach Steinsaltz mit dem Islam weniger theologische Probleme als mit der Christenheit beziehungsweise der katholischen Kirche. Die gegenseitige Anerkennung als legitim sei keineswegs einfach möglich; bei klassischen jüdisch-christlichen Konferenzen stünden „meist gute Christen schlechten Juden gegenüber“ beziehungsweise bestünde wenig Interesse bei den Oberrabbinern und führenden Gelehrten, einschließlich ihm selbst.
Steinsaltz hat sich auch gegen den Bau eines islamischen Centers in der Nähe des Ground Zero in New York ausgesprochen und betrachtete das Vorhaben als taktlos (im englischen Original: „a lack of tact“).

## Auszeichnungen
Steinsaltz erhielt zahlreiche Auszeichnungen und Ehrendoktorate, 1988 wurde ihm für sein Engagement für jüdische Erziehung und Bildung der Israel-Preis, die höchste Auszeichnung in Israel, verliehen. 2012 erhielt er die „President’s Medal of Distinction“, die höchste zivile Auszeichnung Israels.

## Werke (Auswahl)
Neben den Talmudausgaben und weiteren Publikationen zum Talmud hat Steinsaltz zahlreiche weitere Bücher und Artikel publiziert.
- My Rebbe, Maggid, englisch, 2014; ISBN 978-1-59264-381-3.
- Initials and Abbreviations in Chasidic and Kabbalistic Literature, hebräisch, 1968.
- Sefer HaKen (Editor), marking 150 years since the demise of Rabbi Scheur Zalman of Lyady, hebräisch, 1969.
- The Rebbe: Thirty Years of Presidency (Co-editor: Rabbi Hanoch Glitzenstein), hebräisch, 1980.
- The Long Shorter Way: Discourses on Chasidic Thought, englisch 1988.
- The Sustaining Utterance: Discourses on Chasidic Thought, englisch 1989, russisch 1996, portugiesisch 2009.
- The Thirteen Petalled Rose, englisch 1980, reprint 2006, niederländisch, 1983, russisch 1985, französisch 1989, portugiesisch 1992, hebräisch 1998, italienisch 2001, deutsch (Die dreizehnblättrige Rose. Von den Geheimnissen der Kabbala und ihrer Bedeutung für unser Leben); Crotona, 2011; ISBN 978-3-86191-019-0.
- The Tales of Rabbi Nachman of Bratslav (formerly Beggars and Prayers), englisch 1979, französisch 1996, russisch 1998, hebräisch 1981.
- The Seven Lights: On the Major Jewish Festivals (Co-author: Josy Eisenberg), englisch 2000.
- Commentary on the Tanya, hebräisch seit 1991, englisch seit 2003.
- Les 5 Meguillot, Illustrationen Yitzhak Tordjman, englisch und französisch 1990.
- Biblical Images, hebräisch 1984, japanisch 1984, französisch 1990, englisch 1994, russisch 1995, deutsch 1996.
- The Woman of Valor, Illustrationen Yitzhak Tordjman, französisch 1993, englisch 1994.
- Tehillim (Psalms), hebräisch und englisch 2005.
- Hebrew (The Israel Government School of Tourism) 1966/1982.
- The Passover Haggadah, hebräisch 1979, 1998, englisch 1983.
- Teshuvah: A Guide for the Newly Observant Jew, englisch 1987, französisch, hebräisch 1982, portugiesisch 1994.
- The Sociology of Ignorance (Co-author: Amos Funkenstein), hebräisch 1988, russisch 1997.
- Le Chandelier d’Or, französisch 1993, englisch 2000.